# 内藤信正
内藤 信正（ないとう のぶまさ）は、安土桃山時代から江戸時代前期にかけての武将・譜代大名。近江国長浜藩の第2代藩主、摂津国高槻藩主。伏見城代を経て、初代大坂城代となる。

## 生涯
永禄11年（1568年）、のちの長浜藩初代藩主・内藤信成の長男として生まれる。　
天正12年（1584年）16歳で小牧・長久手の戦いに参加、その功を徳川家康に賞せられる（「寛永諸家系図伝」）。天正14年（1586年）には19歳で大番頭となり、同18年（1590年）の小田原征伐、19年の九戸政実の乱などに従軍した。
文禄4年（1595年）従五位下・紀伊守となり、また家督を継いで慶長11年（1606年）、長浜城に住した（※）。慶長20年（1615年）の大坂の陣では尼崎城の守備にあたり、同年閏6月采地をあらためて摂津国に移封され、高槻城を居所とした（高槻藩）。元和3年（1617年）伏見城代となり、1万石の加増を受けて摂津国内に転封、あわせて5万石を領した。同5年から大坂城代を務める。寛永2年（1625年）知行を近江・山城・紀伊に移され、翌3年大坂城において死去した。享年59（以上「寛政重修諸家譜」）。
- 家督相続について、「諸侯年表」では慶長17年説を記すが、典拠とされている「藩翰譜」には所見がない。「寛政重修諸家譜」には「某年」とのみ記されており、正確には不明である。

## 系譜
子女は「寛政重修諸家譜」が記すのは次の5男5女である。記載の順に示す。
父母
- 内藤信成（父）
- 粟生長勝の娘（母）

正室
- 石川康通の娘

子女
- 内藤信照（長男）生母は正室
- 内藤信武（次男）
- 内藤信之（三男）
- 内藤信直（四男）
- 内藤左近「某」。「内藤家譜」（国立公文書館蔵）では早世と記されている。
- 金森重次正室
- 水無瀬氏信室
- 家臣内藤信義室
- 堀親昌継室
- 植村泰朝正室